# Badminton-Senioreneuropameisterschaft 1999
Die Badminton-Senioreneuropameisterschaft 1999 fand vom 25. bis zum 31. August 1999 in Innsbruck statt.

## Die Sieger und Platzierten

### Senioren 40+
| Veranstaltung | Gold                               | Silber                        | Bronze                         |
| ------------- | ---------------------------------- | ----------------------------- | ------------------------------ |
| Herreneinzel  | Claus Andersen                     | Tariq Farooq                  | Konrad Reuther                 |
| Herreneinzel  | Claus Andersen                     | Tariq Farooq                  | Miha Šepec                     |
| Dameneinzel   | Heidi Bender                       | Aneta Janeva Doukova          | Ursula Nyffenegger             |
| Dameneinzel   | Heidi Bender                       | Aneta Janeva Doukova          | Debbie Lynch                   |
| Herrendoppel  | Jesper Helledie Claus Andersen     | Tony Evans Peter Higman       | Stefan Frey Konrad Reuther     |
| Herrendoppel  | Jesper Helledie Claus Andersen     | Tony Evans Peter Higman       | Rainer Deutsch Karl Heinz Fix  |
| Damendoppel   | Heidi Bender Petra Dieris-Wierichs | Birthe Rathsach Ellen Aagaard | Sue Orwin Aneta Janeva Doukova |
| Damendoppel   | Heidi Bender Petra Dieris-Wierichs | Birthe Rathsach Ellen Aagaard | Andi Stretch Ann Walker        |
| Mixed         | Jesper Helledie Hanne Adsbøl       | Stefan Frey Heidi Bender      | Ian Purton Christine Crossley  |
| Mixed         | Jesper Helledie Hanne Adsbøl       | Stefan Frey Heidi Bender      | Peter Higman Jackie Hurst      |

### Senioren 45+
| Veranstaltung | Gold                           | Silber                             | Bronze                     |
| ------------- | ------------------------------ | ---------------------------------- | -------------------------- |
| Herreneinzel  | Søren Mohlin                   | Edgar Michalowsky                  | Per Mikkelsen              |
| Herreneinzel  | Søren Mohlin                   | Edgar Michalowsky                  | Hans-Jürgen Göhler         |
| Dameneinzel   | Christine Crossley             | Vibeke Dahl                        | Lis Rathsach               |
| Dameneinzel   | Christine Crossley             | Vibeke Dahl                        | Gunnel Bengtsson           |
| Damendoppel   | Lis Rathsach Anne Marie Bagger | Eileen Carley Susan Ely            | Pamela Dallow Jean Eslick  |
| Damendoppel   | Lis Rathsach Anne Marie Bagger | Eileen Carley Susan Ely            | Vibeke Dahl Solveig Holm   |
| Mixed         | Peter Emptage Pamela Dallow    | Morton Fredslund Anne Marie Bagger | John Cocker Betty Bartlett |
| Mixed         | Peter Emptage Pamela Dallow    | Morton Fredslund Anne Marie Bagger | John Larsen Lis Rathsach   |

### Senioren 50+
| Veranstaltung | Gold                          | Silber                            | Bronze                            |
| ------------- | ----------------------------- | --------------------------------- | --------------------------------- |
| Herreneinzel  | Michael Schnaase              | Bob Northcott                     | Niels Erik Kofød                  |
| Herreneinzel  | Michael Schnaase              | Bob Northcott                     | Ad Verhoof                        |
| Dameneinzel   | Renate Knötzsch               | Monika Regineri                   | Barbara Wadsworth                 |
| Dameneinzel   | Renate Knötzsch               | Monika Regineri                   | Solveig Holm                      |
| Herrendoppel  | Horst Lösche Michael Schnaase | Graham Billinghurst Peter J. Wood | Kurt Fals Søren Haldager          |
| Herrendoppel  | Horst Lösche Michael Schnaase | Graham Billinghurst Peter J. Wood | René Toft Niels Erik Kofød        |
| Damendoppel   | Helle Guldborg Lene Nør       | Irene Sterlie Barbara Wadsworth   | Anette Meno Ingelise Borelli      |
| Damendoppel   | Helle Guldborg Lene Nør       | Irene Sterlie Barbara Wadsworth   | Maureen Rimmer Barbara Seddon     |
| Mixed         | Søren Haldager Helle Guldborg | Tony Evans Maureen Rimmer         | Graham Billinghurst Wendy Arscott |
| Mixed         | Søren Haldager Helle Guldborg | Tony Evans Maureen Rimmer         | Dieter Prax Brigitte Prax         |

### Senioren 55+
| Veranstaltung | Gold                           | Silber                         | Bronze                        |
| ------------- | ------------------------------ | ------------------------------ | ----------------------------- |
| Herreneinzel  | Günther Kreuder                | Peter J. Wood                  | Søren Nielsen                 |
| Herreneinzel  | Günther Kreuder                | Peter J. Wood                  | Siegfried Dutschke            |
| Dameneinzel   | Christel Skibbe                | Heidi Menacher                 | Beryl Goodall                 |
| Dameneinzel   | Christel Skibbe                | Heidi Menacher                 | Hilde Kreulitsch              |
| Herrendoppel  | Heinz Gehrke Michael Oversberg | Leif V. Hansen Jesper Arendrup | Hans Schumacher Klaus Grothe  |
| Herrendoppel  | Heinz Gehrke Michael Oversberg | Leif V. Hansen Jesper Arendrup | Erling Jensen Jorgen Jaeger   |
| Damendoppel   | Karin Schäfers Heidi Menacher  | Renate Knötzsch Renate Gabriel | Brenda Andrew Beryl Goodall   |
| Damendoppel   | Karin Schäfers Heidi Menacher  | Renate Knötzsch Renate Gabriel | Kay Brindle Katie Wattridge   |
| Mixed         | Hans Schumacher Renate Gabriel | Søren Nielsen Jytte Sørensen   | Leif V. Hansen Kaya Garbrecht |
| Mixed         | Hans Schumacher Renate Gabriel | Søren Nielsen Jytte Sørensen   | Horst Lösche Karin Schäfers   |